# Krister Sundelin
Krister Sundelin, född 1970 i Värmland, är en svensk designer och illustratör av rollspel samt ägare till Rävsvans Förlag.
Han har bland annat skrivit fantasy-rollspelet Västmark, dieselpunkspelvärlden Lemuria (tillsammans med Anders Blixt), Ereb'98 och manga-rymd-rollspelet Skymningshem: Andra Imperiet. Sundelin är numer bosatt i Mölndal.
År 2014 var Sundelin med och grundade rollspelsföretaget Helmgast.